# Mojolicious
 (mars 2012).
Mojolicious est un framework open source écrit en Perl, qui applique le modèle de conception modèle-vue-contrôleur (MVC). Il a été créé par Sebastian Riedel, créateur initial de Catalyst.
Il vise à éviter la lourdeur de Catalyst.
Il a la particularité d'être orienté temps réel en intégrant une boucle évènementielle qui permet de gérer les entrées/sorties de façon non bloquante, il intègre en natif l'implémentation des web sockets qui permet l'établissement d'une connexion bidirectionnelle entre le serveur web et les navigateurs récents.